# (4632) Udagawa
(4632) Udagawa es un asteroide perteneciente al cinturón de asteroides, descubierto el 17 de diciembre de 1987 por Takuo Kojima desde la Estación Chiyoda, Japón.

## Designación y nombre
Designado provisionalmente como 1987 YB. Fue nombrado Udagawa en honor al ingeniero japonés Tetsuo Udagawa desarrolla un sistema holográfico con láser para mediciones precisas. También está involucrado con el espacio y la óptica militar, así como la óptica de la proyección de imagen. Practica el montañismo y fotografiar montañas.

## Características orbitales
Udagawa está situado a una distancia media del Sol de 2,205 ua, pudiendo alejarse hasta 2,587 ua y acercarse hasta 1,823 ua. Su excentricidad es 0,173 y la inclinación orbital 6,488 grados. Emplea 1196 días en completar una órbita alrededor del Sol.

## Características físicas
La magnitud absoluta de Udagawa es 13,5.